# (200408) 2000 SH83
(200408) 2000 SH83 es un asteroide perteneciente al cinturón de asteroides, región del sistema solar que se encuentra entre las órbitas de Marte y Júpiter, descubierto el 24 de septiembre de 2000 por el equipo del Lincoln Near-Earth Asteroid Research desde el Laboratorio Lincoln, Socorro, Nuevo México, Estados Unidos.

## Designación y nombre
Designado provisionalmente como 2000 SH83. 

## Características orbitales
2000 SH83 está situado a una distancia media del Sol de 2,368 ua, pudiendo alejarse hasta 2,777 ua y acercarse hasta 1,958 ua. Su excentricidad es 0,172 y la inclinación orbital 2,101 grados. Emplea 1331,17 días en completar una órbita alrededor del Sol.

## Características físicas
La magnitud absoluta de 2000 SH83 es 16,9. Tiene 2,187 km de diámetro y su albedo se estima en 0,077. 